# Ліпіни (гміна Пшедеч)
Ліпіни (пол. Lipiny) — село в Польщі, у гміні Пшедеч Кольського повіту Великопольського воєводства.
У 1975-1998 роках село належало до Конінського воєводства.